# Porto Romano
Porto Romano, néha Porta Romana ókori régészeti helyszín Albánia nyugati részén, az ókori Dyrrhachium késő római kori városkapuja a mai Durrëstől északra húzódó tengerparti síkon.
Az ókorban a mai Durrës elődje, Dyrrhachium még az Adriai-tenger és egy elmocsarasodott lagúna közötti földnyelven terült el, amelyet ilyen módon három oldalról víz védett. Az i. sz. 4. században a földnyelv északi végében kőből és téglából egy erődített falat húztak fel. Az ezen a falon kialakított, két őrtoronnyal megerősített városkapun lehetett észak felől belépni a város területére. A fal és a kapu maradványai napjainkig fennmaradtak. A helyet korábban albánul Muret e Portës (’a kapu falai’) vagy Portëza néven ismerték, a Porto Romano elnevezés csak az első világháború után terjedt el. A második világháború éveiben, 1942-ben az országot megszálló olaszok internálótábort létesítettek a falaknál, ahova a velük szemben ellenséges albán állampolgárokat deportálták.
A 20. század második felében néhány vegyi üzemet létesítettek a környékén, majd az 1990-es években Durrës rossz hírű szegénynegyede alakult ki Porto Romanóban. A későbbi intenzív építkezések, a többemeletes lakóházak, majd a romok közvetlen közelében épült kőolajdepók és -dokkok jelentősen átalakították a környék képét.